# Línea 33 (S-Trein Amberes)
La línea 43 de S-Trein Antwerpen es una línea que une la estación de Antwerpen—Centraal con la de Mol, ambas en la provincia de Amberes. Es la segunda línea en número de estaciones y recorrido.

## Historia
Tras la implementación de la red S-Trein Bruselas, SNCB comenzó a trabajar en la extensión del sistema a otras ciudades belgas, entre las cuales se encuentra Amberes. Por ello, el 3 de septiembre de 2018, se inauguró la red, con 4 líneas iniciales. Entre ellas, se encuentra la línea .

## Correspondencias
- en Antwerpen-Centraal y Antwerpen-Berchem
- en Antwerpen-Centraal y Antwerpen-Berchem
- en Antwerpen-Centraal y Antwerpen-Berchem
- en Antwerpen-Centraal y Antwerpen-Berchem

## Estaciones
|  |   |  | Estación           | Municipio   | Correspondencia                                                                 |
|  | - |  | ------------------ | ----------- | ------------------------------------------------------------------------------- |
|  | ■ |  | Antwerpen—Centraal | Amberes     | 17 20 21 23 32 68 191 410 415 416 417 418 427 429                               |
|  | ■ |  | Antwerpen—Berchem  | Amberes     | 20 21 30 32 38 51 52 53 90 91 92 298 420 421 422                                |
|  | ■ |  | Mortsel            | Mortsel     | 33 51 52 53                                                                     |
|  | ■ |  | Boechout           | Amberes     |                                                                                 |
|  | ■ |  | Lier               | Lier        | 1 2 3 90 130 135 150 151 152 153 297 422 428 555 556 560 561 569 570 571        |
|  | ■ |  | Kessel             | Nijlen      | 154                                                                             |
|  | ■ |  | Nijlen             | Nijlen      | 150 151 152 153                                                                 |
|  | ■ |  | Bouwel             | Grobbendonk | 513                                                                             |
|  | ■ |  | Wolfstee           | Grobbendonk | 159                                                                             |
|  | ■ |  | Herentals          | Herentals   | 15b 150 159 210 212 219 220 222 305 407 409 418 420 421 427 429 511 540 541 542 |
|  | ■ |  | Olen               | Olen        | 15b 219                                                                         |
|  | ■ |  | Geel               | Geel        | 15b 19 20 84 299 302 306 380 381 391 490 491 492 493 510                        |
|  | ■ |  | Mol                | Mol         | 1 2 15c 17a 20 84 170 390 391 470 472                                           |

## Explotación de la línea

### Frecuencias
| Estaciones | Lunes a viernes | Sábados, domingos y festivos |
| ---------- | --------------- | ---------------------------- |
| Antwerpen  | 60 min          | -                            |
| Herentals  | 60 min          | -                            |
| Mol        | 60 min          | -                            |

### Horarios
| Estaciones | Tiempo | Tiempo | Tiempo |
| ---------- | ------ | ------ | ------ |
| Antwerpen  | 0:21   | 0:42   | 1:01   |
| Lierre     | 0:21   | 0:42   | 1:01   |
| 0:21       |        | 0:42   | 1:01   |
| Herentals  |        | 0:42   | 1:01   |
| 0:19       |        |        | 1:01   |
| Mol        |        |        | 1:01   |

## Futuro
Por el momento no se prevén modificaciones en el servicio a futuro.